# Otto von Derenthall
Otto von Derenthall (né le 5 octobre 1831 à Butow, arrondissement de Saatzig et mort le 8 décembre 1910 à Weimar) est un général d'infanterie prussien.

## Biographie

### Origine
Otto est le fils du major prussien August von Derenthall, seigneur de Butow et Pustamin, et sa femme Luise, née von der Marwitz (de). Les ancêtres de la famille sont issus de la noblesse westphalienne.

### Carrière militaire
Après avoir les lycées Frédéric-Guillaume et de Joachimsthal à Berlin, Derenthall s'engage le 4 février 1851 comme fusilier dans le 1er régiment à pied de la Garde de l'armée prussienne. Il y est nommé sous-officier le 31 mai et enseigne le 14 octobre 1851. Promu lieutenant de section le 14 décembre 1852, il devient adjudant du bataillon de fusiliers le 8 août 1856.
En 1866, il participe à la guerre austro-prussienne et en 1870/71 à la guerre franco-prussienne. Le 28 octobre 1875, Derenthall est chargé de diriger son régiment d'origine en tant que lieutenant-colonel est fut nommé commandant de ce régiment le 20 septembre 1876, avec une promotion simultanée au grade de colonel. Tout en conservant cette position, il est nommé adjudant de l'empereur Guillaume Ier. En 1882, on lui confie le commandement de la 2e brigade d'infanterie de la Garde. Promu général de division le 15 mai 1883, il devient commandant de brigade. En 1885, il est nommé commandant de Berlin, entre le 1er avril 1887 et le 11 juillet 1888, il dirige la 33e division d'infanterie à Metz et le 15 mars 1890, il est mis à disposition avec le caractère de général d'infanterie.
Derenthall, qui est chevalier de l'Ordre de Saint-Jean, reçoit le 30 mai 1900 l'autorisation de porter l'uniforme du 1er régiment à pied de la Garde.

### Famille
Il se marie le 3 octobre 1864 Ida von Berg (née en 1841). Le couple a plusieurs enfants dont :
- Erika (née en 1867) mariée :
  - avec (divorcé) NN von Freytag-Lohringhoven (de)
  - en 1908 avec Rudolf von Vietinghoff-Scheel (né en 1867)[3]